# Aritha van Herk

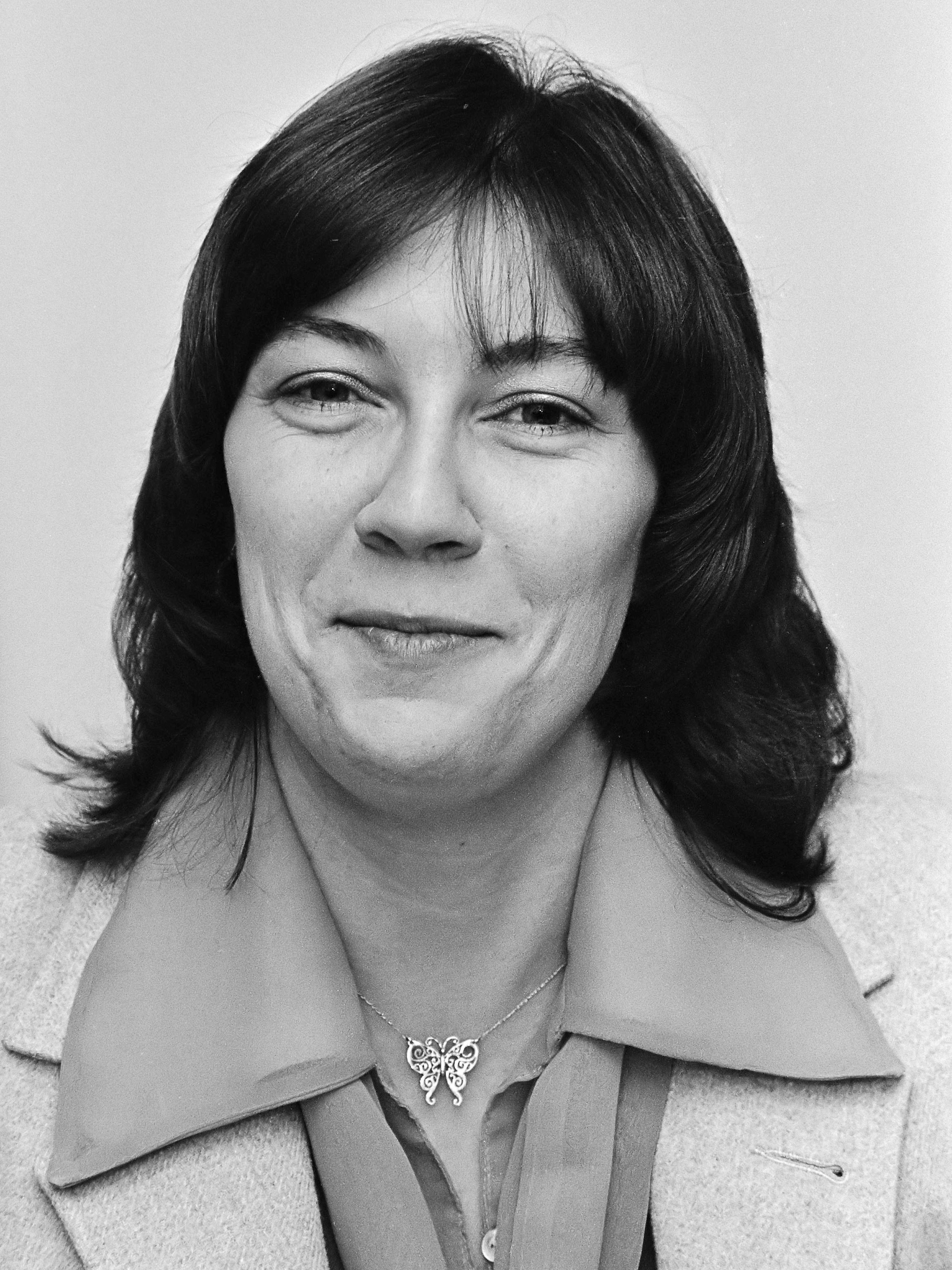
Aritha van Herk (1979)

Aritha van Herk (* 26. Mai 1954 in Wetaskiwin) ist eine kanadische Schriftstellerin.

## Leben
Aritha van Herk wurde geboren in Wetaskiwin in der Nähe von Edmonton, Alberta. Ihre Eltern, ihre drei älteren Geschwister waren wenige Jahre zuvor aus den Niederlanden ausgewandert und nach Kanada gekommen. Sie wuchs zweisprachig auf mit Niederländisch und Englisch. Die Erfahrung der Immigration ihrer Familie und ihr europäischer Hintergrund haben ihr Schreiben geprägt. Die Suche nach einem Zuhause ist in den meisten ihrer Werke wichtig. Ihre Bücher handeln von starken Frauen, die aus vorgegebenen Rollen ausbrechen.
Aritha van Herk hat acht Bücher geschrieben, vier davon Romane. Die meisten anderen Bücher sind eine Mischung aus Autobiographie, Literaturkritik, Geschichte und Ortsbeschreibungen. The Tent Peg von 1981 erzählt einer jungen Frau, die sich als Mann verkleidet, um als Koch in einem abgelegenen Geologen-Camp im kanadischen Norden arbeiten zu können. No Fixed Address: An Amorous Journey (1986) ist die Geschichte Arachne Manteias, die als Unterwäscheverkäuferin in ihrem schwarzen Oldtimer kreuz und quer durch die kanadische Prärie fährt und schließlich im kanadischen Norden verschwindet. Restlessness von 1998 handelt von Dorcas, die einen Killer engagiert, um sich selbst umbringen zu lassen, weil sie es nicht schafft, Selbstmord zu begehen. In einer Umkehrung der Scheherazade-Geschichte lässt ihr Killer sie die ganze Nacht Geschichten erzählen. Der Roman ist zugleich eine Betrachtung der Stadt Calgary. van Herk veröffentlichte zudem eine große Zahl von Kurzgeschichten und kritischen Essays und ist Herausgeberin oder Mitherausgeberin zahlreicher Bücher.
Ihre Werke wurden in zahlreiche Sprachen übersetzt, die ersten drei Romane auch ins Deutsche.
van Herk unterrichtet Kreatives Schreiben an der University of Calgary.

## Ehrungen und Auszeichnungen
1997 wurde sie Fellow der Royal Society of Canada, welche sie 2012 auch mit der Lorne Pierce Medal für Literatur auszeichnete. 2011 erhielt sie den Orden Alberta Order of Excellence.

## Werke
- Judith. 1978 (Seal Book Award)
  - Übers. Eva Grün: Alle meine Schweine. Zsolnay, 1979; Rowohlt, 1982
- The Tent Peg. 1981
  - Übers. Werner Richter: Unter Männern. Rowohlt, 1987
  - Übers. Werner Richter: Mackenzies Koch. Zsolnay, 1983; dtv, 1999
- No Fixed Address: An Amorous Journey. 1986
  - Übers. Stefanie Kovacic: Adresse unbekannt. Eine liderliche Reise. Zsolnay, 1987; wieder Rowohlt, 1989
- Restlessness. 1998

### (fiktive) Literaturkritik u.ä.
- In Visible Ink. 1991[4]
- A Frozen Tongue. 1992[5]
- Places Far From Ellesmere: Explorations on Site: A Geografictione. 1990[6]
- Mavericks: An Incorrigble History of Alberta. 2001